# Syntomeida austera
Syntomeida austera är en fjärilsart som beskrevs av Paul Dognin 1902. Syntomeida austera ingår i släktet Syntomeida och familjen björnspinnare. Inga underarter finns listade i Catalogue of Life.